# As-Suwahlijja
As-Suwahlijja (arab. السواحلية; fr. Souahlia)  – jedna z 53 gmin w prowincji Tilimsan, w Algierii, znajdująca się w północno-zachodniej części prowincji, około 55 km na  północny zachód od Tilimsan. W 2008 roku gminę zamieszkiwało 22245 osób. Numer statystyczny gminy w Office National des Statistiques d'Algérie to 1329.